# Триста новелл
«Триста новелл» (итал. Trecento novelle) — сборник новелл итальянского писателя Франко Саккетти, написанных в конце XIV века. Сохранились только 223 новеллы. Первое полное издание вышло в 1724 году, причём через три года оно было включено в «Индекс запрещённых книг».

## Создание и публикация
Основная часть новелл была написана Саккетти в 1392—1395 годах. При этом отдельные произведения могли быть созданы до или после этого периода. Новеллы имели широкое хождение в Италии в составе разного рода рукописных сборников. Сохранившаяся часть сборника (223 новеллы из 300) была впервые напечатана в полном виде в 1724 году.

## Значение
Новеллы Саккетти отличаются ориентацией на фольклор, использованием разговорной речи. Исследователи отмечают, что в этом сборнике создана «широкая панорама жизни итальянского средневекового города». Автор отошёл от формализма в вопросах, связанных с композицией, и в этом смысле его последователями стали Мазуччо и Маттео Банделло.